# E-Tower
E-Tower – wieżowiec w São Paulo w Brazylii, o wysokości 148 m. Liczący 37 kondygnacji budynek został oddany do użytku w 2005 r.